# III. Pedubaszt
III. Pedubaszt (uralkodói nevén Szeheruibré) ókori egyiptomi uralkodó volt i. e. 522–520 között, aki felkelt az Egyiptomot elfoglaló Akhaimenida Birodalom ellen.

## Élete
Helyi uralkodó volt, valószínűleg a régi szaiszi dinasztia tagja, aki megkísérelte átvenni az irányítást Egyiptom felett. Bár fáraói titulatúrát vett fel, keveset tudni róla. A Dakhla-oázisban lévő Amheidában folytatott ásatások alapján lehetséges, hogy itt volt Pedubaszt rezidenciája, mert az oázis elég messze volt a perzsa uralom alatt lévő Nílus-völgytől. Az elpusztult amheidai Thot-templom kőtömbjein neki tulajdonítható feliratokat találtak, előkerült majdnem teljes titulatúrája is. Lehetséges, hogy innen kiindulva megtámadta és legyőzte Kambüszész elveszett seregét, melyet pár évtizeddel később Hérodotosz úgy írt le, mint II. Kambüszész seregét, amelyet a Szíva-oázisbeli Ámon-templomba küldött, de útközben teljesen elpusztította egy homokvihar. Pedubaszt nem sokkal később elért Memphiszbe, ahol megkoronázták, és a nemrég véget ért szaiszi dinasztia uralkodóiéra emlékeztető titulatúrát vett fel.
Pedubaszt valószínűleg azt használta ki, hogy Kambüszész halála után Bardiya fellázadt és meg akarta szerezni a trónt. Polüainosz ókori görög katonai szerző írásai szerint a kiváltó ok az volt, hogy az Egyiptomot akkor uraló szatrapa, Arüandész igen kemény adókat vetett ki. A behisztuni felirat, melynek köszönhetően betekintést nyerünk a korszak eseményeibe, említ Egyiptomban egy felkelést, amely ugyanakkor zajlott, amikor az Akhaimenida Birodalom keleti részén zajló felkelések. I. Dareiosz, a felirat szerzője nem bocsátkozik részletekbe azzal kapcsolatban, hogyan verte le az egyiptomi felkelést; Polüainosz szerint személyesen ment Egyiptomba, hogy leverje a felkelőket, és az Ápisz-bika halálát követő gyász idején ért Memphiszbe. A nagykirály ravaszul száz talentom aranyat ígért annak, aki rátalál az új Ápiszra, ezzel elérte, hogy az egyiptomiak tömegesen álljanak át az ő oldalára. Ez azt mutatja, hogy amikor Dareiosz i. e. 581-ban Egyiptomba ment, a felkelést még nem verték le teljesen.
Dareiosz végül legyőzte Pedubasztot, és azzal biztosította magának a hatalmat a nyugati oázisok felett, hogy aktívan építkezési munkálatokba kezdett (ekkor épült például a hibiszi templom a Kharga-oázisban). A Pedubasztra és lázadására emlékeztető nyomokat ugyanakkor nagy valószínűséggel eltüntette, például az amheidai templomot is, és Kambüszész elveszett seregének igazi sorsa is feledésbe merült.

## Említései
Mielőtt felfedezték volna az őt említő kőtömböket a Dakhla-oázisban, az uralkodó létezését ezek a leletek bizonyították:
- Neve kártusba írva szerepel két pecséten és egy szkarabeuszon.[1]
- Alakja megjelenik egy fa ajtókereten, melyet egykor aranyfüst és üvegberakás díszített (ma a Louvre-ban).
- Ábrázolják egy fa panelen is (ma a Bolognai Régészeti Múzeumban; KS 289).[2]
- Uralkodása első évére, i. e. 522-re datált dokumentum.[4]

## Név, titulatúra
A fáraók titulatúrájának magyarázatát és történetét lásd az Ötelemű titulatúra szócikkben.
| G5 |

| G5 |

| s | mn · n | U32 | N17 · N17 · N21 · N21 |

| s | mn · n | U32 | N17 · N17 · N21 · N21 |

| s | mn · n | U32 | N17 · N17 · N21 · N21 |

| s | mn · n | U32 | N17 · N17 · N21 · N21 |

| G5 |

| G5 |

| s | mn · n | U32 | N17 · N17 · N21 · N21 |

| s | mn · n | U32 | N17 · N17 · N21 · N21 |

| s | mn · n | U32 | N17 · N17 · N21 · N21 |

| s | mn · n | U32 | N17 · N17 · N21 · N21 |

| G16 |

| G16 |

| t · H8 | s | T3 | I10 · N5 | r · p | pr · Z2 |

| t · H8 | s | T3 | I10 · N5 | r · p | pr · Z2 |

| G16 |

| G16 |

| t · H8 | s | T3 | I10 · N5 | r · p | pr · Z2 |

| t · H8 | s | T3 | I10 · N5 | r · p | pr · Z2 |

| M23 | L2 |

| M23 | L2 |

| N5 | z · O4 | r · ib |

| N5 | z · O4 | r · ib |

| N5 | z · O4 | r · ib |

| N5 | z · O4 | r · ib |

| N5 | z · O4 | r · ib |

| N5 | z · O4 | r · ib |

| N5 | z · O4 | r · ib |

| N5 | z · O4 | r · ib |

| M23 | L2 |

| M23 | L2 |

| N5 | z · O4 | r · ib |

| N5 | z · O4 | r · ib |

| N5 | z · O4 | r · ib |

| N5 | z · O4 | r · ib |

| N5 | z · O4 | r · ib |

| N5 | z · O4 | r · ib |

| N5 | z · O4 | r · ib |

| N5 | z · O4 | r · ib |

| G39 | N5 | \| \| |
|     |    |       |

|  |

| G39 | N5 | \| \| |
|     |    |       |

|  |

| G40 | X8 | W1 | t · t |

| G40 | X8 | W1 | t · t |

| G40 | X8 | W1 | t · t |

| G40 | X8 | W1 | t · t |

| G40 | X8 | W1 | t · t |

| G40 | X8 | W1 | t · t |

| G40 | X8 | W1 | t · t |

| G40 | X8 | W1 | t · t |

| G39 | N5 | \| \| |
|     |    |       |

|  |

| G39 | N5 | \| \| |
|     |    |       |

|  |

| G40 | X8 | W1 | t · t |

| G40 | X8 | W1 | t · t |

| G40 | X8 | W1 | t · t |

| G40 | X8 | W1 | t · t |

| G40 | X8 | W1 | t · t |

| G40 | X8 | W1 | t · t |

| G40 | X8 | W1 | t · t |

| G40 | X8 | W1 | t · t |

## Fordítás
- Ez a szócikk részben vagy egészben  a   Pedubast III című angol Wikipédia-szócikk ezen változatának fordításán alapul.  Az eredeti cikk szerkesztőit annak laptörténete sorolja fel. Ez a jelzés csupán a megfogalmazás eredetét és a szerzői jogokat jelzi, nem szolgál a cikkben szereplő információk forrásmegjelöléseként.